# برج سپهر
برج سپهر با معماری ساده به شکل مکعب مستطیل به رنگ خاکستری، یکی از بلندترین ساختمان‌های تهران است. بلندای برج ۱۱۵ متر در ۳۲ طبقه (روی زمین) و مساحت آن ۵۵٬۰۰۰ متر مربع است این برج که در خیابان سمیه میان خیابان‌های بهار و مفتح قرار گرفته، هم‌اکنون به عنوان ساختمان مرکزی بانک صادرات ایران بکار گرفته شده‌است. برج سپهر که با بلندی بسیار نسبت به بافت شهری تهران در آن ناحیه کاملاً از ساختمان‌های گرداگرد خود قابل تمایز است، در تمام طول خیابان‌های سعدی و سمیه، بخش‌هایی از بزرگراه شهید قاسم سلیمانی، خیابان مفتح و بزرگراه مدرس در معرض دید و از میدان قدس به سمت جنوب بر محور خیابان شریعتی قرار گرفته‌است.
برج سپهر در زمان انقلاب نیمه‌کاره بود و پس از تصحیح نقشه ها و ارتباط با طراح و مشاور فرانسوی ، پس از خاتمۀ جنگ تکمیل شد و در سال ۱۳۷۰ مورد بهره‌برداری قرار گرفت.